# Suweren duński
Suweren duński (duń. Sovereign) – duńska złota moneta wzorowana na angielskiej złotej monecie unite.
Suwereny duńskie wybito w 1608 roku. Ważyły około 10 gramów i zawierały 9,2 gramów czystego złota.

## Literatura
- Zbigniew Żabiński, Rozwój systemów pieniężnych w Europie zachodniej i północnej, Zakład Narodowy Imienia Ossolińskich - Wydawnictwo, Wrocław 1989, ISBN 83-04-02992-8